# Военно-промышленный комплекс Сербии
Военно-промышленный комплекс Сербии (серб. Воjна индустриjа Србиjе) — совокупность научно-исследовательских, испытательных организаций и производственных предприятий Сербии, которые выполняют разработку, производство и постановку на вооружение военной и специальной техники, амуниции, боеприпасов как для сербской армии, так и на экспорт. Большинство предприятий сербского ВПК были построены либо перед Второй мировой войной, либо во время существования СФРЮ. Распад Югославии, последовавшие за ним международные санкции и бомбардировки авиацией НАТО тяжело сказались на положении сербской оборонной промышленности. Ее восстановление началось в начале 2000-х гг., в настоящее время Сербия является лидером по экспорту продукции военного назначения в регионе.

## История
Зарождение военной промышленности в Сербии связано с освободительным движением против Османской империи. Во время Первого сербского восстания в населенном пункте Страгари (на склонах горы Рудник) в 1806 году было организовано производство пороха. Спустя два года в Белграде был налажен выпуск артиллерийских стволов, который продолжался до 1813 года. Подавив восстание, турки уничтожили пороховой завод в Страгарах, а литейную мастерскую в Белграде превратили в гарнизонную кухню.
В 1836 году в сербской княжеской армии появилась артиллерия как самостоятельный род войск. Для ее нужд в Крагуеваце построили арсенал, а в Страгарах восстановили и расширили пороховой завод, где год спустя началось производство пороха. В 1847 году арсенал был преобразован в военную фабрику, а спустя четыре года поблизости была начата постройка литейной мастерской. 15 октября 1853 года она произвела четыре орудия и две гаубицы, которые стали первыми, произведенными сербской военной промышленностью.
Военная промышленность в Сербии в конце XIX—начале XX вв. была слабо развита. Это вынуждало сербское правительство закупать значительную часть вооружения и военного снаряжения за границей, причем, как правило, путём займов. Так как оно закупалось в разных странах, не было единого стандарта, а на вооружении армии оказались различные системы разных калибров, что серьезно осложняло как военную подготовку, так и снабжение подразделений. Помимо предприятий в Крагуеваце и Страгарах были построены пороховой завод в Обиличиве, фабрика по пошиву военной формы в Белграде, а также несколько небольших мастерских. В годы Первой мировой войны австро-венгерские и германские войска уничтожили либо демонтировали все военные предприятия в Сербии. После войны военные заводы пришлось фактически строить заново.
После ПМВ было создано Королевство Сербов, Хорватов и Словенцев, в 1929 году переименованное в Королевство Югославию. Таким образом, к военным мощностям в Сербии добавились производственные линии, оставшиеся от Австро-Венгрии. Среди них были предприятия в Загребе, Нови-Саде, Сараеве и т.д. В этот период в стране началось строительство частных военных фабрик в Ужице, Валеве, Вишеграде, Славонски-Броде, Белграде и др. Они выпускали широкий ассортимент продукции, начиная от ручных гранат и заканчивая боевыми самолетами. Но и им не удалось удовлетворить потребности королевской армии, поэтому значительная часть вооружений ввозилась из-за рубежа. Перед началом Второй мировой войны югославская военная промышленность могла производить ежегодно 65 000 винтовок, 6000 пулеметов, 100 миллионов патронов, 400 000 гранат, 4000 миномётов, 3000 тонн взрывчатых веществ, 130 самолётов и т. д.
Во время Второй мировой войны военная индустрия страны была разорена. Согласно югославским оценкам, сделанным в 1946 году, от довоенного потенциала сохранилось не более 2% мощностей. Практически все военные заводы и фабрики были уничтожены, либо вывезены на территорию Третьего рейха. После войны помощь в восстановлении промышленности оказывали СССР, а после конфликта со Сталиным этим занималось США. Когда в 1956 году советско-югославские отношения были восстановлены, Югославия начала массово приобретать вооружения у Советского Союза, а своё военное производство отошло на второй план. Оборонные предприятия начали переориентацию на выпуск гражданской продукции, в результате чего с 1958 по 1972 гг. её производство выросло в девять раз. В 1973 году акцент был вновь сделан на оснащение армии собственной техникой и военная промышленность страны начала выходить из длительной стагнации.
В начале 1980-х гг. в Югославии насчитывалось 37 военных предприятий из так называемого «правительственного списка». Еще около 400 фабрик, заводов и т.д. могли быть задействованы в производстве военной техники  снаряжения в случае необходимости. 61,1% военной продукции поставлялась в Сухопутные войска, 8,5% — в ВВС и ПВО, 2,6% — в ВМФ, 8,6% получали руководящие органы, 19,2% распределялись между всеми родами войск. Из правительственного списка военных предприятий 15 находились в Сербии, 11 — в Боснии и Герцеговине, 7 — в Хорватии, 3 — в Словении и 1 завод был в Македонии.

## Некоторые военные предприятия

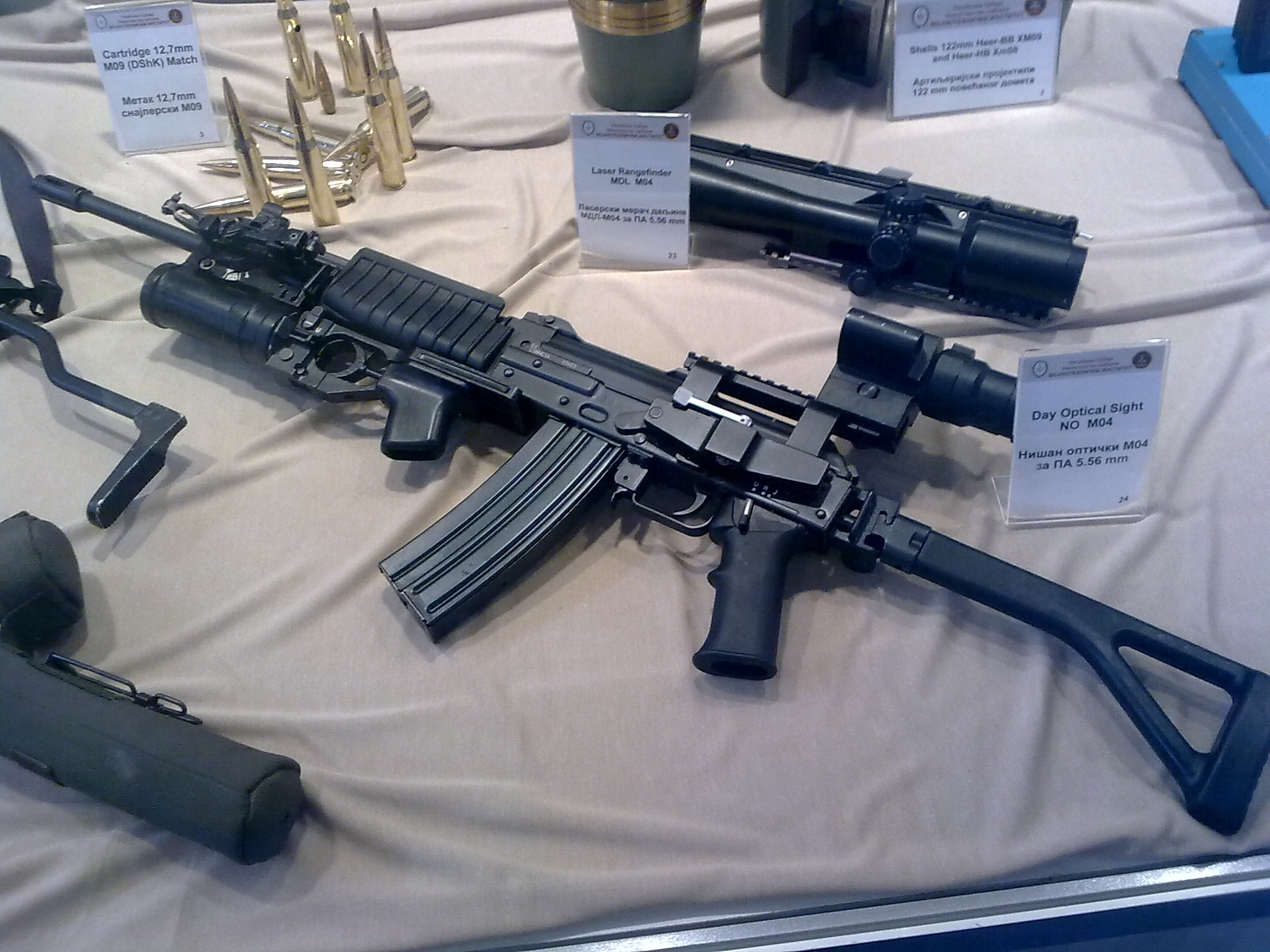
Автомат М21 производства «Застава оружје»

- «Застава оружје» — одно из старейших военных предприятий Сербии, свою историю отсчитывает с 1851 года, когда в Крагуеваце был размещен завод по производству артиллерийских стволов. На рубеже XIX—XX вв. предприятие было одним из передовых в Сербии, активно осваивало новые технологии и стандарты в сфере труда. После Второй мировой войны в Югославии оно занималось производством широкого ассортимента огнестрельного оружия, а также разных типов артиллерии, в том числе для ПВО. В настоящее время «Застава оружје» производит вооружение для сербской армии, а также охотничье и спортивное оружие, которое экспортируется в тридцать стран. Доля экспорта составляет 95% от общего объёма производства[7].
- «Милан Благојевић – Наменска[англ.]» — военное предприятие, основанное в 1949 году. Производит порох, взрывчатые вещества, целлюлозу, эфир и т.д. Находится в населенном пункте Лучани. До 85% продукции поставляет на экспорт, сотрудничает с компаниями и покупателями из более чем тридцати стран[8].
- «Прва искра – Наменска» — военное предприятие в населенном пункте Барич близ Белграда, основанное в 1938 году. Специализируется на производстве взрывчатых веществ[9].
- «Први партизан» — военное предприятие в городе Ужице, основанное в 1928 году. Занимается производством широко ассортимента боеприпасов, в том числе артиллерийских снарядов (всего более 400 наименований). В 2013 году прошло комплексную модернизацию производственных линий[10].
- «Слобода[англ.]» — военное предприятие в городе Чачак, основанное в 1948 году. Занимается производством боеприпасов, двигателей, бытовой техники и т.д. Предприятие работает по двум программам — гражданской и военной. Военная программа насчитывает около 150 наименований продукции военного назначения[11][12].
- «Крушик[англ.]» — военное предприятие в городе Валево, основанное в 1939 году как частная фабрика по производству боеприпасов. В настоящее время производит широкий ассортимент минометных мин, артиллерийских снарядов и т.д. Как и многие другие военные заводы в Сербии, имеет военную и гражданскую программы производства[13].

В апреле 2016 года близ Пожеги началось строительство фабрики, которая вошла в состав компании «Сложени борбени системи». Она занята изготовлением патронов для автоматов, пулеметов и крупнокалиберных снайперских винтовок. Согласно заявлению премьер-министра Сербии Александра Вучича, продукция фабрики будет поставляться сербской армии.

## Экспорт и импорт вооружений и военного снаряжения

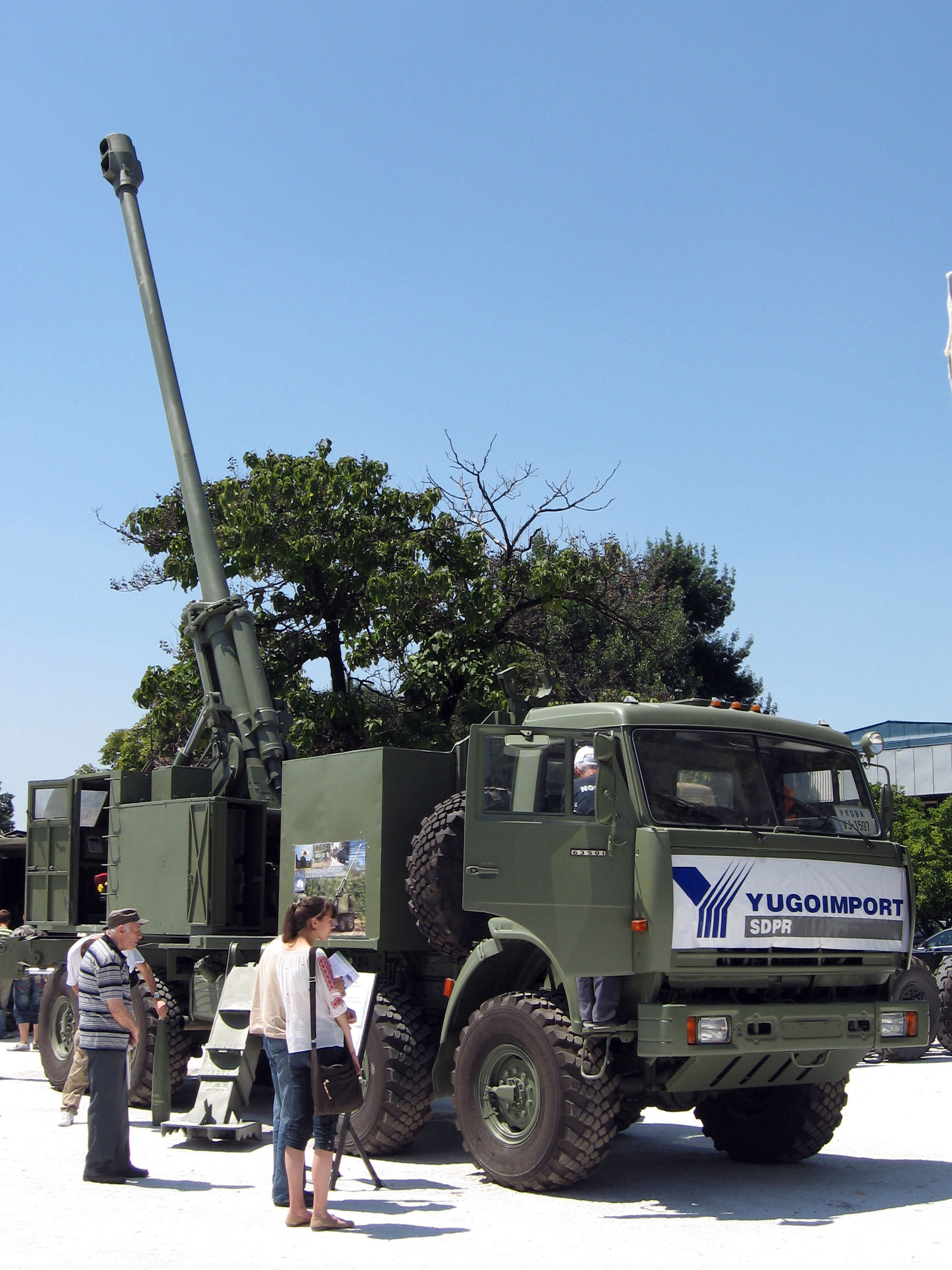
САУ «НОРА» поставлялась на экспорт в Бангладеш, Кению и Мьянму

Продажа за рубеж военной продукции Сербией непрерывно росла с середины 2000-х годов. В 2009 году военный экспорт Сербии был оценен в 500 миллионов долларов США. В 2015 году экспорт оружия, боеприпасов и военного снаряжения достиг стоимости в 650 миллионов долларов США.
В декабре 2007 года Ирак приобрёл у Сербии 20 учебных самолетов «Ласта», которые собирались на фабрике «Утва» в Панчеве. Поставки осуществлялись в 2010—2012 гг. Ирак рассматривает приобретение ещё 16 таких самолетов.
Большим успехом сербской военной индустрии стал экспорт САУ «НОРА». 36 САУ приобрела Мьянма, 30 — Кения, 18 — Бангладеш, позднее заказавший еще 12 САУ. Экспортная цена этой самоходной артиллерийской установки составляет около миллиона евро.
Вооружённый конфликт в Ливии фактически прервал поставки военного снаряжения в эту страну. В 2013 году было подписано несколько небольших контрактов, одобрённых Советом безопасности ООН. В 2014 и 2015 году Сербия не экспортировала оружие в Ливию.
В 2023 году на украинских позициях были замечены ящики с миномётными снарядами сербского производства.